# Allegheny County
Allegheny County är ett administrativt område i delstaten Pennsylvania i USA, med 1 223 348 invånare. Den administrativa huvudorten (county seat) är Pittsburgh. 

## Politik
Allegheny County har sedan 1930-talet tenderat att rösta på demokraterna i politiska val. Historiskt har det dock varit ett starkt fäste för republikanerna.
Demokraternas kandidat har vunnit rösterna i countyt i samtliga presidentval sedan valet 1932 utom vid två tillfällen: valen 1956 och 1972. I valet 2016 vann demokraternas kandidat med 55,9 procent av rösterna mot 39,5 för republikanernas kandidat.

## Geografi
Enligt United States Census Bureau har countyt en total area på 1 929 km². 1 891 km² av den arean är land och 38 km² är vatten. 

### Angränsande countyn
- Butler County - norr
- Armstrong County - tangenten till nordost
- Westmoreland County - öst
- Washington County - sydväst
- Beaver County - nordväst